# La Pampa (provincie)
La Pampa is een van de 23 provincies van Argentinië, gelegen in het centrum van het land.
De provincie grenst aan volgende andere provincies, vertrekkende van het noorden en draaiend met de klok: San Luis, Córdoba, Buenos Aires, Río Negro, Neuquén en Mendoza.
De provinciale hoofdstad is Santa Rosa.

## Departementen
De provincie is onderverdeeld in 22 departementen (departamentos). 

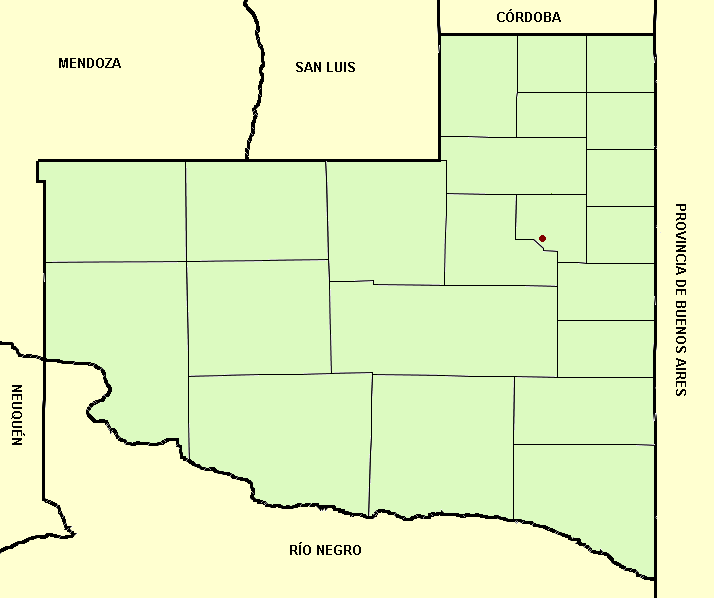
Bestuurlijke indeling van de provincie La Pampa en haar hoofdstad

| Nr. | Departement | Departement   | Hoofdplaats          | Inwoners | Oppervlakte |
| --- | ----------- | ------------- | -------------------- | -------- | ----------- |
| 1   |             | Atreucó       | Macachín             | 10.134   | 3.580 km²   |
| 2   |             | Caleu Caleu   | La Adela             | 2.075    | 9.078 km²   |
| 3   |             | Capital       | Santa Rosa           | 96.920   | 2.525 km²   |
| 4   |             | Catriló       | Catriló              | 6.728    | 2.555 km²   |
| 5   |             | Chalileo      | Santa Isabel         | 2.517    | 8.917 km²   |
| 6   |             | Chapaleufú    | Intendente Alvear    | 10.787   | 2.570 km²   |
| 7   |             | Chical Co     | Algarrobo del Águila | 1.595    | 9.117 km²   |
| 8   |             | Conhelo       | Eduardo Castex       | 14.591   | 5.052 km²   |
| 9   |             | Curacó        | Puelches             | 886      | 13.125 km²  |
| 10  |             | Guatraché     | Guatraché            | 9.306    | 3.525 km²   |
| 11  |             | Hucal         | Bernasconi           | 7.838    | 6.047 km²   |
| 12  |             | Lihuel Calel  | Cuchillo-Có          | 547      | 12.460 km²  |
| 13  |             | Limay Mahuida | Limay Mahuida        | 475      | 9.985 km²   |
| 14  |             | Loventué      | Victorica            | 8.649    | 9.235 km²   |
| 15  |             | Maracó        | General Pico         | 54.699   | 2.555 km²   |
| 16  |             | Puelén        | Veinticinco de Mayo  | 7.757    | 13.160 km²  |
| 17  |             | Quemú Quemú   | Quemú Quemú          | 8.756    | 2.557 km²   |
| 18  |             | Rancul        | Rancul               | 10.648   | 4.933 km²   |
| 19  |             | Realicó       | Realicó              | 15.302   | 2.450 km²   |
| 20  |             | Toay          | Toay                 | 9.256    | 5.092 km²   |
| 21  |             | Trenel        | Trenel               | 5.324    | 1.955 km²   |
| 22  |             | Utracán       | General Acha         | 14.504   | 12.967 km²  |

## Geboren
- Alexis Mac Allister (1997), voetballer